# Kisteleki kistérség
A Kisteleki kistérség kistérség Csongrád-Csanád megyében, központja: Kistelek.

## Települései
| Baks       | Balástya | Csengele | Kistelek | Ópusztaszer |
| Pusztaszer |          |          |          |             |

## Külső hivatkozások
- http://www.lea-szeged.hu/helyunk_kt4.html%5B%5D